# Alatornio
Alatornio [ˈɑlɑtɔrniɔ] (schwed. Nedertorneå) ist eine ehemalige Gemeinde in Finnland und heute Teil der Stadt Tornio.

## Geschichte

Wappen der ehemaligen Gemeinde Alatornio

Das Kirchspiel Alatornio entstand 1606 durch die Teilung des Kirchspiels Tornio. Es umfasste den Unterlauf des Tornionjoki (Torne älv). Daher leitet sich auch der Name Alatornio/Nedertorneå („Nieder-Tornio“) ab. Der Oberlauf des Flusses gehörte entsprechend zum Kirchspiel Ylitornio/Övertorneå („Obertornio“). 1621 wurde die Stadt Tornio auf der Insel Suensaari nahe der Flussmündung gegründet und aus dem Kirchspiel Alatornio gelöst. 1745 wurde Karunki zu einem eigenen Kirchspiel.
Als das Gebiet des heutigen Finnland 1809 zu einem Großfürstentum unter russischer Herrschaft wurde, wurde der Tornionjoki zum Grenzfluss. Etwa ein Drittel von Alatornio verblieb auf schwedischer Seite und wurde weiter Nedertorneå genannt. Die schwedische Gemeinde Nedertorneå existierte bis 1967, als sie zusammen mit der Stadt Haparanda und der Gemeinde Karl Gustav zur Gemeinde Haparanda zusammengeschlossen wurde.
Im Laufe des 20. Jahrhunderts wurden mehrfach Gebiete aus der Gemeinde Alatornio der Stadt Tornio zugeschlagen: 1925 Teile des Dorfes Pudas, 1944 das Eisenbahngelände von Pudas und 1957 der Rest des Dorfes Pudas, das Dorf Röyttä samt Seehafen, ein Teil von Pirkkiö sowie kleinere Teile der Dörfer Kiviranta und Yliraumo. 1973 wurde schließlich die gesamte Gemeinde zusammen mit der Gemeinde Karunki in Tornio eingemeindet.

## Geografie

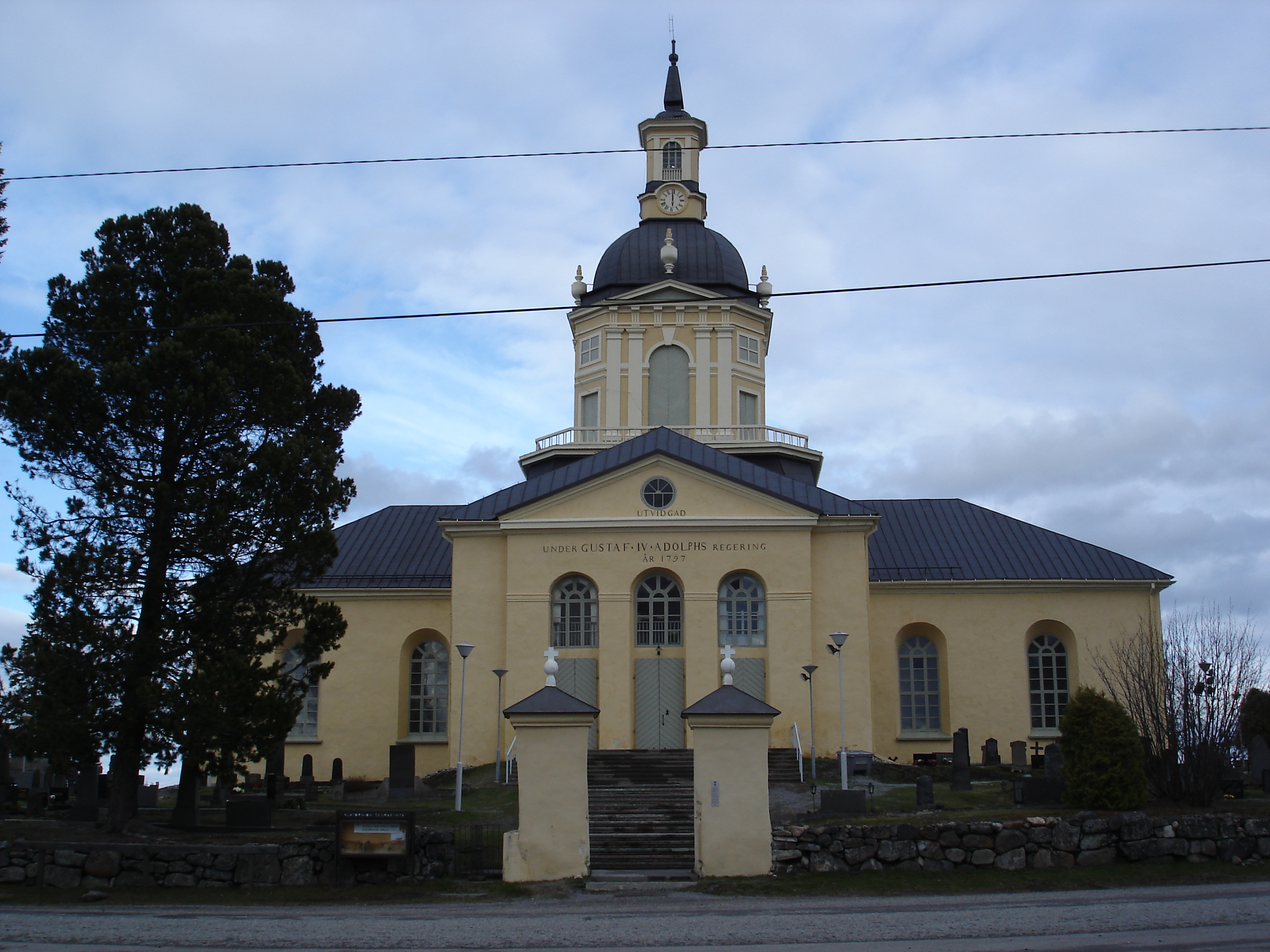
Die Kirche von Alatornio

Zur Gemeinde Alatornio gehörte der Südteil des ländlichen Umlands der Stadt Tornio, die ursprünglich auf die Flussinsel Suensaari beschränkt war. Das historische Kirchdorf der Gemeinde ist der Ort Pirkkiö, heute ein Stadtteil Tornios. Hier, im Viertel Kirkonmäki, steht auch die Kirche von Alatornio. In seiner heutigen Gestalt entstand der klassizistische Bau mit dem Grundriss eines gleicharmigen Griechischen Kreuzes in den Jahren 1794–1797, er geht aber zurück auf eine mittelalterliche Steinkirche aus der Zeit um 1500, die im östlichen Kreuzarm verbaut wurde. Neben der Alten Kirche von Keminmaa war die Kirche von Alatornio die nördlichste der mittelalterlichen Feldsteinkirchen Finnlands.
Neben Pirkkiö gehörten zur Gemeinde Alatornio folgende Dörfer: Alaraumo, Alavojakkala, Arpela, Kaakamo, Kantojärvi, Kiviranta, Kuusiluoto, Könölä, Laivajärvi, Laivaniemi, Liakka, Luotomäki, Pudas, Ruottala, Yliraumo, Ylivojakkala.